# She Sells Sanctuary
She Sells Sanctuary è un singolo del gruppo musicale britannico The Cult, pubblicato nel 1985 ed estratto dall'album Love.
La canzone è stata scritta da Ian Astbury e Billy Duffy.

## Tracce
7"
1. She Sells Sanctuary – 4:23
2. No.13

12"
1. She Sells Sanctuary (Long Version)
2. The Snake, No.13
3. She Sells Sanctuary (Howling Mix)
4. Assault on Sanctuary